# All I Need
All I Need ist ein Lied von Jack Wagner aus dem Jahr 1984.
Wagner war bekannt für seine Rolle als Frisco Jones in der Seifenoper General Hospital. Das Lied wurde Wagners einziger Hit. Es erreichte Platz 2 der Billboard Hot 100 im Frühjahr 1985. Es blieb zwei Wochen auf Platz 2 hinter Madonnas „Like a Virgin“. Für zwei Wochen stand das Lied auf Platz 1 der Adult Contemporary-Charts. Die Ballade ist das Titellied von Wagners gleichnamigen Debütalbum aus dem Jahr 1984.
Im Jahr 2009 listete VH1 All I Need auf Platz 71 der 100 Greatest One Hit Wonders of the 80s.